# جین رادنبری ۴۶۵۹
سیارک ۴۶۵۹ (به انگلیسی: 4659 Roddenberry، نامگذاری:1981EP20) چهار هزار و ششصد و پنجاه و نهمین سیارک کشف شده‌است که در ۲ مارس ۱۹۸۱ کشف شد.
قدر مطلق سیارک برابر ۱۴٫۷۰ است.